# Cyaniris initia
Cyaniris initia är en fjärilsart som beskrevs av Tutt 1909. Cyaniris initia ingår i släktet Cyaniris och familjen juvelvingar. Inga underarter finns listade i Catalogue of Life.